# Ranunculus rubrocalyx
Ranunculus rubrocalyx là một loài thực vật có hoa trong họ Mao lương. Loài này được Regel ex Kom. miêu tả khoa học đầu tiên năm 1896.